# Anastassija Alexejewna Werbizkaja

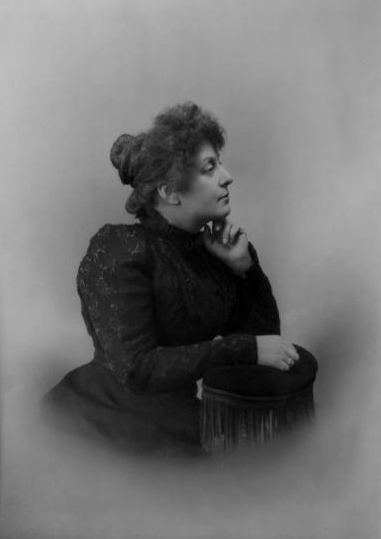
Anastassija Werbizkaja (1898)

Anastassija Alexejewna Werbizkaja, geborene Sjablowa, (russisch Анастасия Алексеевна Вербицкая bzw. Зяблова, wiss. Transliteration Anastasija Alekseevna Verbickaja bzw. Zjablova; * 10. Februarjul. / 22. Februar 1861greg. in Woronesch; † 16. Januar 1928 in Moskau) war eine russische Schriftstellerin, Dramatikerin und Memoiristin. Sie gilt als eine Vertreterin des russischen Spätrealismus.

## Leben
Anastassija Werbizkaja war die Tochter des erblichen Adligen Oberst A. A. Sjablow. Mütterlicherseits entfernt war sie verwandt mit dem großen Schauspieler P. S. Motschalow. Von 1870 bis 1877 besuchte sie das Mädcheninternat Elisabeth in Woronesch. Vor ihrem Studium, das sie in den Jahren 1879 bis 1881 am Moskauer Konservatorium absolvierte, arbeitete sie als Gouvernante. Während ihres Studiums ging sie der Tätigkeit als Musiklehrerin und Chorleiterin nach. 1882 heiratete Verbickaja den Feldmesser A. V. Werbizki. In den weiteren Jahren arbeitete sie als Korrektorin und Journalistin bei den Zeitungen Russki Kurer und Schisn΄ und verfasste politische Rundschauen. 1890 erschien ihr erstes literarisches Werk Pervye lastočki. Im Jahr 1894 begann Werbizkaja ihre beständige literarische Karriere. Ab 1899 fing sie an, ihre Werke als einzelne Bücher herauszugeben, die einen sehr großen Erfolg auf dem Markt hatten (insgesamt 25 Werke, etwa 500.000 Exemplare). Sie sympathisierte mit der Russischen Revolution 1905 und stellte sogar ihre Wohnung für Sitzungen der Sozialdemokratischen Arbeiterpartei Russlands zur Verfügung. 1908 und 1911 brachte sie ihre zweibändige Autobiographie heraus. 1909 bis 1913 schrieb sie ihren berühmtesten Roman Kljutschi stschastja. Jeder der sechs Bände wurde mehr als 40.000 mal verkauft. Die Schriftstellerin selbst erklärte die Idee dieses Romans etwa so: „Frauen, stellt nicht die Liebe ins Zentrum Eures Lebens, damit Ihr später nicht als Bankrotteure dasteht, wenn die Liebe Euch verlässt.“ 1917 endete ihre Karriere.
Nach der Oktoberrevolution – Anfang der 1920er Jahre – sah man in ihren Vorrevolutionswerken Symbole des Boulevardkitsches mit pornographischen Elementen. 1924 wurden ihre Bücher endgültig verboten. In den 1920er Jahren schrieb sie unter verschiedenen Künstlernamen für Kinder. 1926 setzten sich Anatoli Wassiljewitsch Lunatscharski und Olminski für den Schutz ihrer Werke ein. Sie sahen in der Werbizkaja eine begrenzte, aber für ihre Zeit progressive Schriftstellerin. Die Literaturwerke seien ein großes Beispiel für populäre Literatur, in der vereinfacht progressiven Ideen mit Eigenschaften der Boulevardliteratur verbunden werden. Sie war eine „marktkluge“ Autorin, die Pionierarbeit für den russischen Bestseller und besonders für den meistverkauften russischen Frauenroman leistete. Sie gewann ihren Leserkreis durch das Charisma ihrer Künstlerheldinnen und deren intensive emotionalen und erotischen Erfahrungen.

## Werke

### Romane
- 1898: Вавочка
- 1899: Освободилась
- 1903: История одной жизни
- 1908: Ключи счастья
- 1914–1916: Иво любви

### Theaterstücke
- 1895: Миражи
- 1897: Семейство Волгиных

### Novellen
- 1906: Светает
- 1907: Крыля взмахнули